# Le Rove
Le Rove  é uma comuna francesa na região administrativa de Provença-Alpes-Costa Azul, no departamento de Bouches-du-Rhône. Estende-se por uma área de 23 km². Em 2010 a comuna tinha 10 653 habitantes (densidade: 463,2 hab./km²).